# LEDA 29820
PGC 29820은 육분의자리 방향으로 약 6억 광년 떨어진 나선 은하이다. 직경은 약 12만 광년으로, 우리 은하보다 크다. 에이벨 957 은하단에 속하며, 은하단 중심부 부근에 위치한다.